# Karl Schapper
Karl Schapper (12 décembre 1812, Weinbach - 28 avril 1870, Londres) est un homme politique socialiste d'origine allemande, proche de Wilhelm Weitling et de Karl Marx.

## Jeunesse et premiers engagements manzziniens
Karl Friedrich Schapper est né le 12 décembre 1812 à Weinbach. Son père , Christian Schapper , était un prêtre catholique. Karl Schapper étudie la sylviculture à Giessen, où il rejoint une Studentenverbindung radicale.  En 1832 , il a participé à une insurrection connu comme Frankfurter Landsturm. Les insurgés saisissent un arsenal et veulent renverser le régime de Francfort et de proclamer la république. Schapper est fait prisonnier, mais il s'évade au bout de trois mois et rejoint la Suisse. Il travaille alors comme forestier et typographe. Il rejoint l'organisation radicale « Jeune-Allemagne » et devient un proche de Wilhelm Weitling. En 1834 , il participe à la tentative de Giuseppe Mazzini d'envahir le royaume de Sardaigne par la Suisse. Cette deuxième tentative de Mazzini échoue et Schapper est de nouveau emprisonné.

## LaLigue des Justespuis l'exil à Londres
À sa libération, Schapper reprend ses activités avec « Jeune-Allemagne » et s'associe à Georg Fein dans la mise en place de cercles d'éducation ouvrière. En 1836, Schapper est expulsé de Suisse pour ses activités politiques et se rend à Paris. Il rejoint la section française de « Jeune-Allemagne » et la Ligue des bannis, puis la  Ligue des justes avec Wilhelm Weitling. En 1839, la Ligue est impliquée dans l'insurrection lancée par la Société des saisons, dirigée par Auguste Blanqui et Armand Barbès. Schapper est emprisonné et en 1840, il est expulsé de France et se rend à Londres. Il participe à la fondation de la Ligue des communistes et de l'Association éducative des travailleurs allemands. Il se rapproche aussi du Mouvement chartiste.
Dans les années 1840, la Ligue des communistes passe sous l'influence de Karl Marx et Friedrich Engels. Schapper devient le responsable du Comité communiste de correspondance et organise la publication du Manifeste du Parti communiste en 1848. Il contribue également au Kommunistische Zeitschrift (Journal communiste ) publié par la Ligue.

## La Révolution de 1848 et l'éclatement de laLigue des Communistes
Pendant la Révolution de 1848 Schapper se rendit d'abord à Cologne où il collabore à la Neue Rheinische Zeitung. Avec Joseph Moll, il organise l'Association des travailleurs de Cologne ((de) : Kölner Arbeiterverein, KAV). Après avoir été brièvement emprisonné à Cologne, Schapper part dans le duché de Nassau et participe au mouvement démocratique à Wiesbaden. En 1849, il est de nouveau arrêté et accusé de haute trahison pour avoir vivement critiqué la nouvelle constitution adoptée par le parlement de Francfort. Il est acquitté, mais expulsé d'Allemagne. Il retourne à Londres, où il vit dans une pauvreté extrême et survit comme répétiteur de langue. Il reprend aussi le militantisme au sein de la Ligue des communistes.

En 1850, la Ligue éclate, avec Karl Marx et Friedrich Engels d'un côté et Karl Schapper et August Willich de l'autre. La rupture est porte sur les suites à donner à la défaite de la révolution. Marx plaide pour bâtir un mouvement ouvrier de masse ; Schapper et Willich veulent préparer de nouvelles insurrections. Schapper et Willich forment alors leur propre groupe, le « Comité central communiste », sur le modèle des organisations blanquistes qu'ils connaissent depuis les années 1830. Cependant, leurs efforts sont vains, et Willich émigre aux États-Unis.

## La réconciliation avec Marx et la fondation de la Première Internationale
Schapper et Marx se réconcilient en 1856 et Schapper participe à la fondation de l'Association Internationale des Travailleurs à Londres en 1864. Ses contacts de longue date avec les militants ouvriers français, britanniques, suisses, italiens , belges et américains sont un atout précieux pour Karl Marx. En 1865, Schapper est élu au Conseil général de l'AIT et dans les conflits entre factions au sein de l'Internationale, il  soutient Marx loyalement. Cependant, la santé de Schapper s'affaiblit et il meurt de la tuberculose à Londres le 28 avril 1870.

## Filmographie
- (ru) 1966 : Une année aussi longue que la vie (Год как жизнь) de Grigori Rochal